# Cyathea capensis
Cyathea capensis là một loài thực vật có mạch trong họ Cyatheaceae. Loài này được Sm. mô tả khoa học đầu tiên.

## Hình ảnh

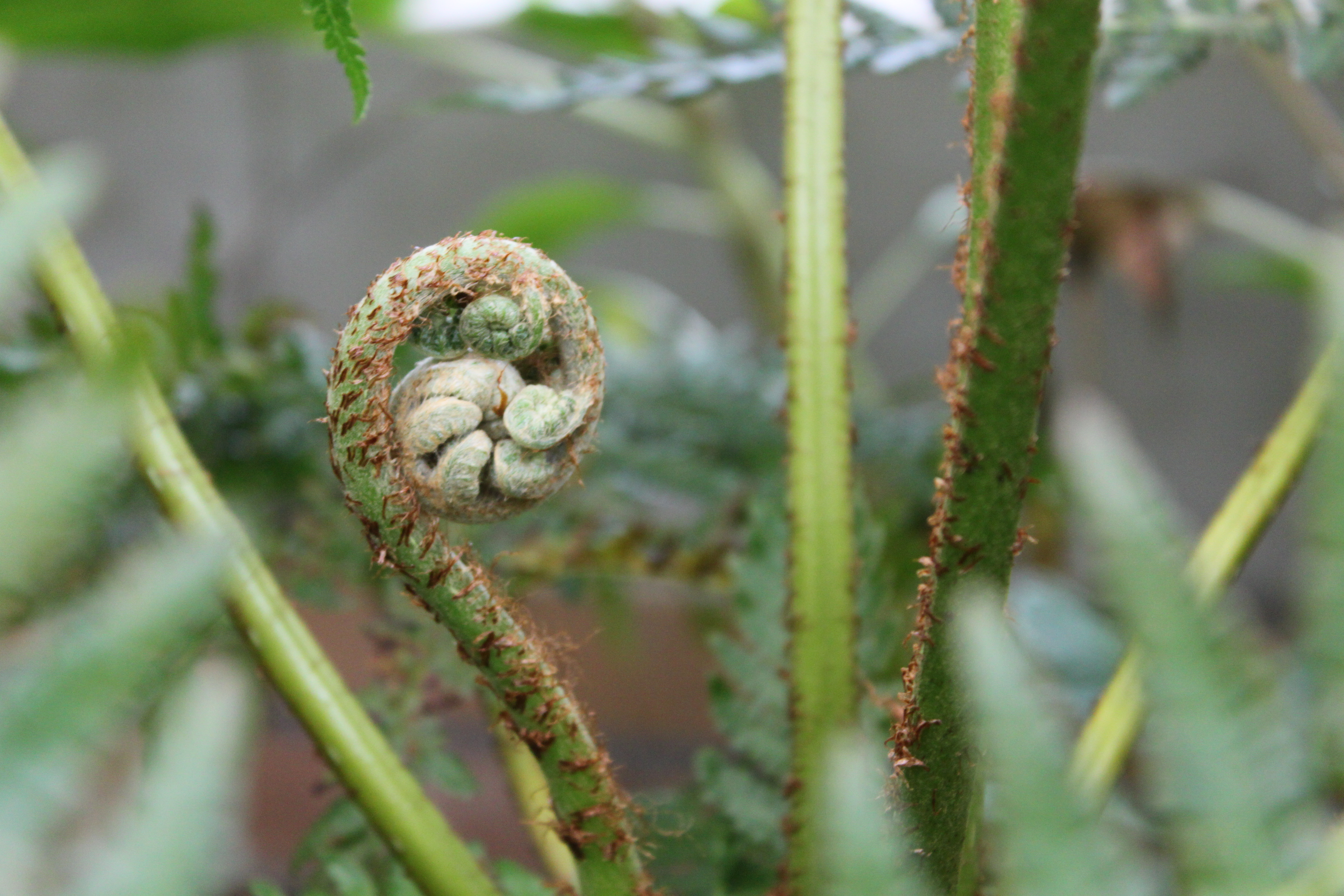